# La Wathba de 1948

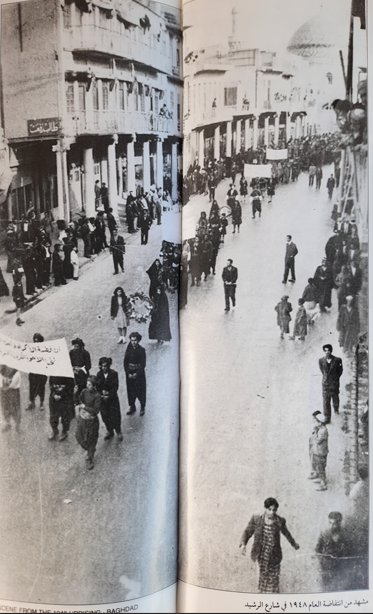
Manifestantes por las calles de Bagdad

El levantamiento de la Wathba (Árabe: انتفاضة الوثبة), también conocido como Al-Wathbah (Árabe: الوثبة), fue una serie de manifestaciones urbanas que tuvieron lugar en Bagdad en enero de 1948. El término se puede traducir al español como “El Salto”, haciendo referencia al paso de un orden antiguo a un tiempo nuevo. Las protestas se dieron como consecuencia de los planes de la monarquía iraquí de firmar el denominado Acuerdo de Portsmouth de 1948, que era prácticamente un calco al antiguo Tratado Anglo Iraquí de 1930 aunque con pequeñas variaciones simbólicas. Mediante la renovación de este Tratado, Nuri Al Said pretendía perpetuar el acuerdo que vinculaba a Iraq con los intereses británicos, permitiendo el movimiento sin restricciones de tropas británicas en suelo iraquí y proporcionando una importante protección a la monarquía instalada por ellos mismos.

### Contexto político, económico y social de Iraq
A nivel político, Iraq era una monarquía parlamentaria, gobernada por la familia hachemita y cuya estabilidad se había basado en la alianza política y social entre el trono, los altos funcionarios, los grandes terratenientes y los británicos. Sin embargo, tras el golpe de Estado de Rashid Ali al-Gailani en 1941 y la consecuente intervención británica durante la Segunda Guerra Mundial, las fuerzas de ocupación entregaron el poder a las autoridades locales. Se abrió un periodo de aparente liberalización política, en el que se legalizaron partidos políticos, se reconocieron nuevas libertades y se celebraron elecciones. Aunque las elecciones fueron controladas y manipuladas por el gobierno, fueron unos meses de gran movilización política y social que culminarían con la Wathba.
A nivel económico y social, desde la Segunda Guerra Mundial Iraq había experimentado grandes dificultades financieras y económicas que habían desembocado en una hiperinflación. Como consecuencia, los precios de los alimentos no paraban de subir, la concentración de la tierra aumentó y hubo un éxodo rural a las ciudades (que no estaban preparadas para acoger a tanta gente). Las rígidas fronteras de clases en la sociedad, la pobreza generalizada en los centros urbanos y el poder adquisitivo de los trabajadores en mínimos históricos, generaba una frustración compartida por prácticamente la totalidad de la población civil. Además, una nueva masa de estudiantes nacionalistas solicitaba tener mayor peso en el futuro de Iraq.

### Cronología de los sucesos
La primera etapa de la Wathba comenzó el 28 de diciembre de 1947, tras unas negociaciones preliminares y secretas para tantear la revisión del Tratado Anglo Iraquí de 1930, entre el gobierno británico y el regente Abdallah junto con varias figuras iraquíes de alto rango (pero marginando a muchos otros). Un informe contemporáneo de la policía secreta explicó que “los hombres de los partidos” se preguntaron por qué no habían sido invitados al Palacio de Rihab y que ese hecho solo demostraba que el gobierno no le daba la misma importancia a todas las partes.
El 3 de enero del año siguiente, unas torpes declaraciones del ministro de Asuntos Exteriores, Fadil Al-Jamali, encendieron la llama de las manifestaciones. Entre estas declaraciones generó especial crispación una en la que anteponía “la política de partido, más que la justicia”. A pesar de que la declaración fue inmediatamente desmentida por el primer ministro, la noche del 4 de enero se celebró una reunión secreta en la sede del Partido Independentista en la que se subrayó la necesidad de salir a la calle “costara lo que costara, incluso si eso significaba usar la fuerza contra la policía”.
Por la mañana del mismo 4 de enero, los estudiantes de los institutos de Al Karkh y Al Adhamiya se unieron para protestar contra las declaraciones de Al Jamali. Marcharon hacia la Facultad de Derecho, con la intención de continuar hacia el Palacio Real. Cuando llegaron a las inmediaciones de la Facultad de Derecho, la policía intentó disolver la protesta. Los estudiantes salieron de sus aulas para unirse a la protesta. La policía utilizó porras y disparó para dispérsalos. Muchos estudiantes resultaron heridos y 39 fueron detenidos (seis de los cuales eran miembros del Partido Comunista Iraquí o del partido afín, el Partido de Liberación Nacional) y la Facultad de Derecho fue clausurada.
El 6 de enero los estudiantes de todas las demás facultades se declararon en huelga y lograron que las autoridades cedieran. El día 8 los detenidos fueron liberados y la Facultad de Derecho reabrió sus puertas.
Durante la siguiente semana, del 8 al 15 de enero, en Bagdad hubo una calma engañosa. Parecía que la protesta se había disuelto, pero prevalecía una vigilancia aguda y tensa. Todo Bagdad miraba a Londres; allí se encontraba una delegación oficial iraquí negociando con los británicos. El breve paréntesis no había hecho más que reforzar la organización de la movilización.
El 15 de enero de 1948, tras las negociaciones entre Saleh Jabr, presidente del Consejo Iraquí y Ernest Bevin, ministro británico de Asuntos Exteriores, la ratificación de un nuevo tratado de alianza anglo iraquí se sentenciaba, el Tratado de Portsmouth.
El 16 de enero se produjeron protestas estudiantiles a gran escala. Aunque las protestas fueron en cierto modo espontáneas, cuajaron gracias a la coordinación de varias organizaciones políticas: El "Comité de Cooperación Estudiantil" de orientación comunista, los Demócratas Progresistas, los Populistas, los Demócratas Kurdos y las alas estudiantiles del Partido Nacional Democrático y el Partido de la Independencia.
Los estudiantes de la Facultad de Derecho intentaron entregar un texto de protesta al decano y luego marchar hacia los edificios oficiales para mostrar su desacuerdo. La violencia de la respuesta de las autoridades, con disparos y cargas policiales, dio lugar a las primeras muertes, según denunció el diario sirio Alif Ba. Esto provocó que el 17 de enero se unieran al movimiento otras facultades y universidades. A pesar de esta generalización, los manifestantes provenían solamente del ámbito estudiantil, con lo que podían estimarse en unos mil.
La segunda etapa de la Wathba comenzaría el 20 de enero, cuando una multitud variopinta tomó las calles de la capital. A pesar de las amenazas de las autoridades, la convocatoria de la manifestación fue un éxito, pasando de ser un movimiento de estudiantes nacionalistas a una manifestación de masas en la que la población iraquí y sus representantes se habían unido contra el imperialismo británico. Allí se encontraron hijos de dirigentes iraquíes, miembros de partidos políticos reconocidos, diputados independientes, trabajadores y representantes de los ferrocarriles de Bagdad e incluso inmigrantes pobres del sudeste de Iraq que vivían en chabolas, conocidos como los Shargāwiyyīn. Esta multitud se manifestó por la calle principal de Bagdad, la Shara al Rashid. Allí la policía respondió disparando, pero no se dispersaron. Al día siguiente, las manifestaciones se intensificaron y la policía disparó contra los estudiantes que transportaban a los que habían sido asesinados el día anterior. En primera fila podían verse los principales hijos de notables, como el hijo del jefe de la policía (Rey, 2010). Miembros del profesorado de la Facultad de Farmacia y Medicina dimitieron de sus cargos. "Una atmósfera que olía a revolución social envolvió Bagdad".
El crecimiento del movimiento y el contenido de los eslóganes provocaron el pánico de las autoridades reales. Para apaciguar a las masas, el regente de Iraq anuló el Tratado de Portsmouth. Además, con el objetivo de protegerse, le trasladó a Saleh Jabr la responsabilidad de la toma de decisiones en materia de asuntos exteriores.  La desautorización del Tratado por parte del regente se celebró en las calles con júbilo, pero a su vez dividió a la oposición en dos bandos: aquellos, como el Partido de la Independencia y los Demócratas Nacionales, que pidieron el cese de las protestas y el Partido Comunista, que pidió a los manifestantes que continuaran, al ver que estaban cerca de derrocar al gobierno.
El 23 de enero comenzaría la tercera etapa de la Wathba. La multitud no se había desmovilizado y entraron dos novedades con fuerza: la intrusión de un amplio sector de la clase obrera y la movilización del Partido Comunista Iraquí (clandestino y jerarquizado). Continuamente se escuchaban gritos de “pan gratis para todos”, “muerte al regente” o “viva la República”.
En la noche del 26 de enero, Saleh Jabr (que se encontraba en un proceso de lucha interna con el regente) prohibió todas las manifestaciones y avisó de que se haría uso de la represión para restablecer el orden. Al día siguiente, la ciudad se había convertido en un campo de batalla. Un despliegue masivo de carros de combate y ametralladoras disparaban a los manifestantes. El escenario parecía una guerra civil. A pesar de que los cadáveres flotaran Tigris abajo, la gente seguía avanzando. El valor de una chica de 15 años, Adawiyyah al-Fakali, que bandera en alto desafiaba a las ametralladoras cruzando la línea de fuego, mientras sus 4 amigos eran disparados a solo unos centímetros de ella, espoleó a la multitud. La policía, sobrecogida por la situación y la determinación de la gente efectuó una retirada total. Políticos afines a Nuri Al-Said huyeron de Bagdad. La capital del país se convirtió durante 4 meses en una zona sin poder efectivo del gobierno.
Esta efeméride iraquí solamente pudo terminar por el estallido en mayo del mismo año de la guerra árabe-israelí o Guerra de la Independencia. La Nakba en Palestina robó las fuerzas al movimiento revolucionario que desvió su indignación contra los sionistas. Muchos de los manifestantes fueron al frente y esto se aprovechó desde el nuevo gobierno para instaurar la ley marcial y reprimir y castigar a los instigadores de la Wathba. Miembros de la cúpula comunista fueron ejecutados en la horca y sus cadáveres exhibidos en las plazas públicas. Al poco tiempo, Nuri Al-Said regresó a la vida política, lo que significó que el establishment inglés se terminaba por reinstaurar. 

### Consecuencias humanas
No se puede determinar con exactitud cuántos fallecieron ese día. Numerosos cuerpos fueron enterrados sin ser registrados y otros se perdieron arrastrados por la corriente del Tigris. La cifra total de muertos y heridos suele situarse entre 300 y 400.

### Consecuencias políticas
Saleh Jabr huyó para salvar su vida a Inglaterra. El regente encargó a Muhammad As-Sadr, un chií de la región y líder del levantamiento de 1920, formar un nuevo gobierno. El nuevo gobierno iraquí culpó a los agitadores extranjeros; señaló el apoyo saudí al Partido de la Independencia y a los vínculos soviéticos con el Partido Comunista. Afirmó que el Partido Comunista recibió importantes donaciones de comunistas judíos. Sin embargo, los registros indican que el Partido Comunista gastó muy poco dinero en enero de 1948, lo que apoya la idea de que las manifestaciones fueron espontáneas y contaron con un amplio apoyo popular. 
En un primer momento, la Wathba fortaleció al Partido Comunista Iraquí. O más bien, dejó ver el poder de influencia que tenía en la sociedad iraquí y lo bien organizado que se encontraba a pesar de ser clandestino. La ideología del partido se radicalizó y durante los primeros meses del levantamiento lucharon vehementemente para no perder el terreno ganado y en pro de una revolución. Convocaron protestas, manifestaciones e incluso congresos nacionales. Una de las principales cuestiones que pasó a primer plano fue si el Partido debía cooperar estratégicamente con la burguesía nacional contra la monarquía. El líder del partido, Fahd, que se encontraba encarcelado, recomendó salvaguardar “la unidad de filas en el movimiento nacional” y no permitir que una diferencia parcial se convierta en una diferencia total. Es decir, que si ambos bloques eran antiimperialistas, que mantuvieran su unidad en favor de lograr la independencia.
Sin embargo, con el paso de los meses, el balance para el Partido Comunista Iraquí sería negativo. El apoyo al plan de partición en Palestina (siguiendo la línea soviética) junto con las fuertes represiones que sufrieron sus dirigentes cuando Nuri Al-Said se restableció en el poder, provocaron que a finales del 1948 se encontraran enormemente debilitados y con la mayoría de sus dirigentes en la cárcel.Además, la represión generó un miedo todavía mayor a ser miembro del Partido y durante 1949 el número de militantes descendió en picado y se dividieron en cinco facciones diferentes. No será hasta finales de 1951 cuando el Partido se reconstruyó y se pudo considerar la crisis superada.
Con todo esto, el levantamiento de la Wathba fue un gran aviso para el establishment británico. Esta efeméride allanó el camino para la intifada de 1952 y la revolución del 14 de julio de 1958 con la que se derrocaría a la monarquía hachemita en Iraq definitivamente. 